# Mushy peas

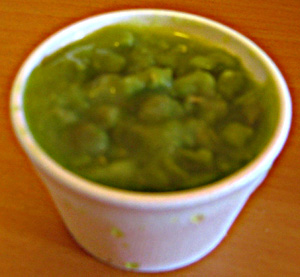
Mushy peas

Mushy peas son guisantes (arvejas o chícharos) secos que se ponen a remojo una noche antes y se cuecen a fuego lento hasta que forman una pasta verde empleada como acompañamiento de carnes a la brasa. Suele encontrarse frecuentemente en la cocina inglesa. A los mushy peas se les añade, a veces, aditivos que hagan la pasta de un verde más brillante y más atractiva a la vista. Se añade, igualmente, algunas pequeñas porciones de bicarbonato sódico para que inhiba la fermentación y que reduzca la  flatulencia.

## Servir
En el norte de Inglaterra son un acompañamiento tradicional del fish and chips, o en el noroeste se sirven como snack junto con el popular pie and peas (similar al pie floater australiano). Se suele añadir una pequeña bola de mantequilla para dar sabor. En algunos platos llega a acompañar a la salsa de menta. En la actualidad existe una denominación jocosa en algunos menús donde aparece como Yorkshire Caviar.